# Gustaf Adolf Linderstam
Gustaf Adolf Linderstam, född 27 september 1837 i Linderås socken, död 26 juli 1896 i Hagebyhöga landskommun, Östergötlands län, han var en svensk kyrkoherde i Hagebyhöga församling och kontraktsprost i Aska kontrakt.

## Biografi
Gustaf Adolf Linderstam föddes 27 september 1837 på Ängarp i Linderås socken. Han var son till hemmansägaren Anders Andersson och Gustava Jönsdotter. Linderstam studerade enskilt och blev höstterminen 1858 student vid Uppsala universitet, Uppsala. Han tog 1861 teoretisk teologisk examen och praktisk teologisk examen. Linderstam prästvigdes 22 januari 1862 i Uppsala och blev 11 december 1865 komminister i Vårdnäs församling, Vårdnäs pastorat, tillträde 1867. Han blev 2 januari 1872 komminister i Väversunda församling, Rogslösa pastorat, tillträde 1873. Den 2 maj 1877 tog han pastoralexamen. Han var mellan 1878 och 1884 predikant vid kronoarbetsstationen i Borghamn. Linderstam blev 8 maj 1882 kyrkoherde i Hagebyhöga församling, Hagebyhöga pastorat, tillträde 1884 och var även från 27 april 1889 kontraktsprost i Aska kontrakt. Han avled 26 juli 1896 i Hagebyhöga landskommun.

### Familj
Linderstam gifte sig 31 maj 1867 med Gertrud Ingeborg Janzon (född 1844). Hon var dotter till kyrkoherden i Säby socken. De fick tillsammans barnen Jonas (född 1868), Margareta (1870–1872), Erik (1872–1876), Gustaf (född 1874), Ruth (född 1876), Nils (1878-1947), Ebbe (1879–1881), Elisabeth (1881–1908), Ola (1883–1903) och Märtha (född 1886).